# Sentier no 48 (Vottem)
Le Sentier de Filomé ou Sentier no 48, un chemin rural long de 918 mètres à l’origine, faisait le lien entre le village de Vottem (Belgique) et les champs situés au nord.  La plus grande partie a disparu sous le Zoning industriel et l’E313. La partie subsistante, au sud, traverse une prairie. L’assiette du sentier n’appartient pas au domaine public, mais les propriétaires doivent garantir le passage.

## Historique
Ce sentier est associé à la géographie agraire est renseigné sur la carte de Vandermaelen (1850), mais existe probablement depuis la préhistoire,. Ce sentier est devenu rural avec la diffusion de l'agriculture et des pâturages fixes.  

## Situation

### Situation originelle
Ce sentier apparaît à l’Atlas des chemins vicinaux (1841). La publication à l’atlas garantit un droit de passage pour le public. Il reliait le Chemin no 10 (actuellement Rue de Rocourt) aux champs entre Vottem et Liers.

### Situation actuelle
Le sentier démarre de la Rue de Rocourt. La barrière du pré, en face de la nouvelle ferme s'ouvre facilement; on la referme bien sûr après son passage. Droit devant, on coupe le pré en diagonale. Dans le coin du pré, un passage entre les arbres, et on arrive au rond-point de la Rue du Fond des Fourches. La suite a été supprimée (Parc d'Activités).

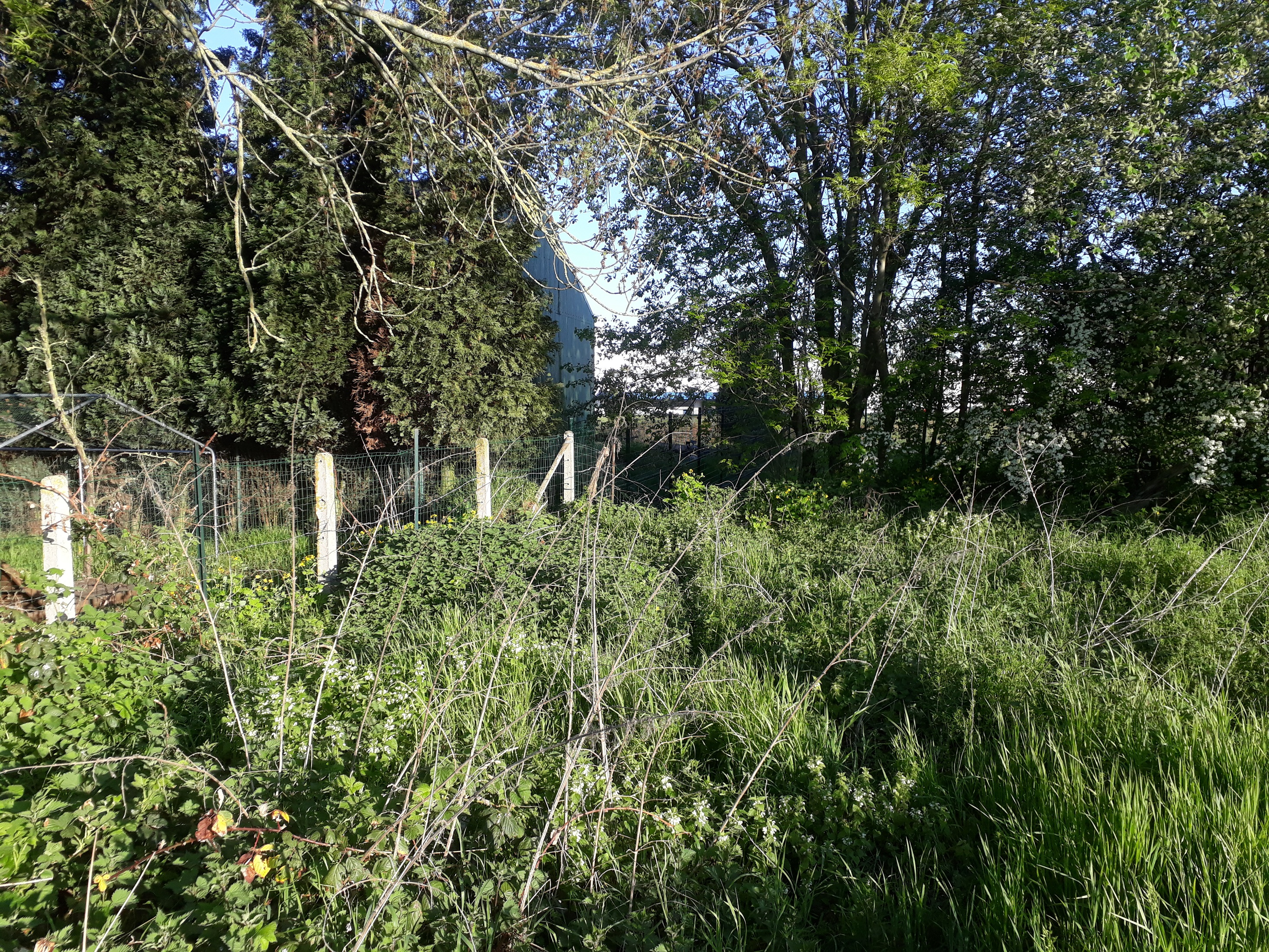
Passage vers le Parc d’Activités

## Odonymie
Le numéro 48 a été attribué à ce chemin dans l’Atlas des chemins vicinaux (1841). Il s’agit d’un numéro séquentiel, tous chemins et sentiers confondus, appartenant à une même commune avant fusions.
Le Tableau Général de cet Atlas, comprend également le nom officiel du sentier: Sentier de Filomé, ou encore, en Wallon: “so filômé”, signifiant “Demeure de Filonus”. C’est un toponyme utilisé depuis 1303 au moins.

## Paysage
Le chemin passe dans un paysage rural, témoin du bocage entourant le Moulin Depireux et la Ferme Croisier.

## Voiries adjacentes
- Rue de Rocourt
- Rue du Fond des Fourches

## Fonction actuelle
On attribue aux chemins vicinaux une importance esthétique et paysagère, sociale, touristique ainsi parfois qu'en termes de service écosystémique (en tant qu'éléments naturels relictuels susceptible de participer à la trame verte et/ou bleue,. Particulièrement, le sentier no 48  traverse une prairie bordée de quelques haies, restes du bocage d’origine.